# Stanisław Oleśnicki
Stanisław Oleśnicki z Oleśnicy herbu Dębno (ur. 1469 – zm. 27 kwietnia 1539 r.) – biskup poznański w latach 1538–1539, sekretarz króla Zygmunta I Starego od 1516 roku.
Był synem  Feliksa Jana Oleśnickiego i Katarzyny Gruszczyńskiej, bratem Jana Oleśnickiego. Przed objęciem biskupstwa poznańskiego był: kanonikiem gnieźnieńskim od 1492 r., kanonikiem sandomierskim od 1517 r., kanonikiem krakowskim od 1519 r., kantorem gnieźnieńskim od 1520 r., sekretarzem królewskim od 1521 r. i dziekanem krakowskim od 1536 r.
Był posłem Zygmunta I Starego na sejmik województwa krakowskiego w Proszowicach w latach: 1518, 1523.
Pochowany w katedrze śś. Apostołów Piotra i Pawła w Poznaniu.